# Luis Reyes Peñaranda
Luis Reyes Peñaranda (5 giugno 1911 – 1945) è stato un calciatore boliviano, di ruolo difensore.

## Carriera
Partecipò al Mondiale del 1930 con la Nazionale boliviana.